# Фрелсдорф
Фрелсдорф (њем. Frelsdorf) општина је у њемачкој савезној држави Доња Саксонија. Једно је од 57 општинских средишта округа Куксхафен. Према процјени из 2010. у општини је живјело 739 становника. Посједује регионалну шифру (AGS) 3352017.

## Географски и демографски подаци
Фрелсдорф се налази у савезној држави Доња Саксонија у округу Куксхафен. Општина се налази на надморској висини од 13 метара. Површина општине износи 25,3 km². У самом мјесту је, према процјени из 2010. године, живјело 739 становника. Просјечна густина становништва износи 29 становника/km².